# McGeorge Bundy
McGeorge Bundy (Boston, 30 de marzo de 1919-Ib., 16 de septiembre de 1996) fue consejero de Seguridad Nacional de los Presidentes John F. Kennedy y Lyndon Johnson (1961-1966).

## Primeros años
Nació en una prominente familia de Boston, Massachusetts. Hijo de un diplomático, y nieto de A. Lawrence Lowell, antiguo Presidente de la Universidad de Harvard. Atendió colegios de élite como Dexter School en Brookline, Massachusetts y el Groton School, y se graduó en Matemáticas por la Universidad de Yale, donde fue miembro de la sociedad secreta Skull and Bones. En Brookline fue vecino de John F. Kennedy en sus 10 primeros años de vida.
En 1941 ingresó como miembro de la Harvard's Society of Fellows, trasladando su atención al estudio de las Relaciones Internacionales. Tras su paso por las Fuerzas Armadas durante la Segunda Guerra Mundial, en 1946 fue contratado por Henry L. Stimson, antiguo Secretario de Guerra del Presidente Franklin D. Roosevelt, para ayudarle a escribir su autobiografía. Estuvo en dicha tarea un año y medio. Stimson fue el non plus ultra de los Skull &Bones. 
Apenas salido de la Universidad de Yale ingreso al Partido Republicano en donde permanecería toda su vida.

## CFRy Harvard
En 1949 se incorporó al Council on Foreign Relations (CFR) como investigador y analista. Se dedicó al estudio del Plan Marshall, y las ayudas económicas a grupos anticomunistas en Francia e Italia. Republicano moderado, en el libro The Pattern of Responsibility hizo una apasionada defensa de la política exterior del Secretario de Estado Dean Acheson, que recibía muchos ataques de los republicanos.
En 1951 empezó a trabajar como profesor de Asuntos Gubernamentales en la Universidad de Harvard, y con 34 años fue nombrado Decano de la Facultad de Artes y Ciencias de Harvard, el más joven hasta aquel momento. Tuvo un papel decisivo en el establecimiento del Center for International Affairs y el Center for Middle Eastern Studies.

## Consejero de Seguridad Nacional (1961-1966)
A pesar de ser un republicano y haber apoyado las políticas del Presidente Dwight D. Eisenhower, en 1960 aceptó ejercer como consultor de política exterior para la campaña presidencial del senador John F. Kennedy, de Massachusetts. El Senador era un amigo de la infancia. Conocía a Kennedy desde que ambos coincidieron en el Dexter School.
Tras la victoria electoral, Kennedy lo nombró Consejero de Seguridad Nacional. Bundy no tenía experiencia en los pasillos de poder de Washington D. C., pero sí en el estudio de la política exterior, y un envidiable historial académico. Compartía con el presidente Kennedy el origen y la pertenencia a una misma generación, lo que le permitiría establecer con él una estrecha relación de trabajo en la Casa Blanca. Según los estudiosos de la Presidencia de JFK, Bundy fue el más brillante del grupo de jóvenes asesores que rodeaba al Presidente.
Kennedy quería que su staff más cercano estuviera más envuelto en la toma de decisiones internacionales y de Defensa, y la oficina del Consejero de Seguridad Nacional fue trasladada del edificio de la Oficina Ejecutiva, anexo a la residencia presidencial, a la base de la Casa Blanca, más cerca del centro de comunicaciones del Presidente. Rompiendo con la tradición de las Administraciones de Truman y Eisenhower, en la Administración Kennedy el Consejero de Seguridad Nacional dejó de ser un simple administrador, para convertirse en un formulador de políticas.
Eso permitió a Bundy mantener un contacto continuado con el presidente Kennedy mientras emprendía la reorganización del CSN y la reestructuración de las agencias de inteligencia, y ofrecerle asesoría en todas las cuestiones estratégicas, como la invasión de Bahía Cochinos, el muro de Berlín, la Crisis de los Misiles, o la implicación militar en el Sudeste Asiático.

## Crisis de los Misiles (1962)

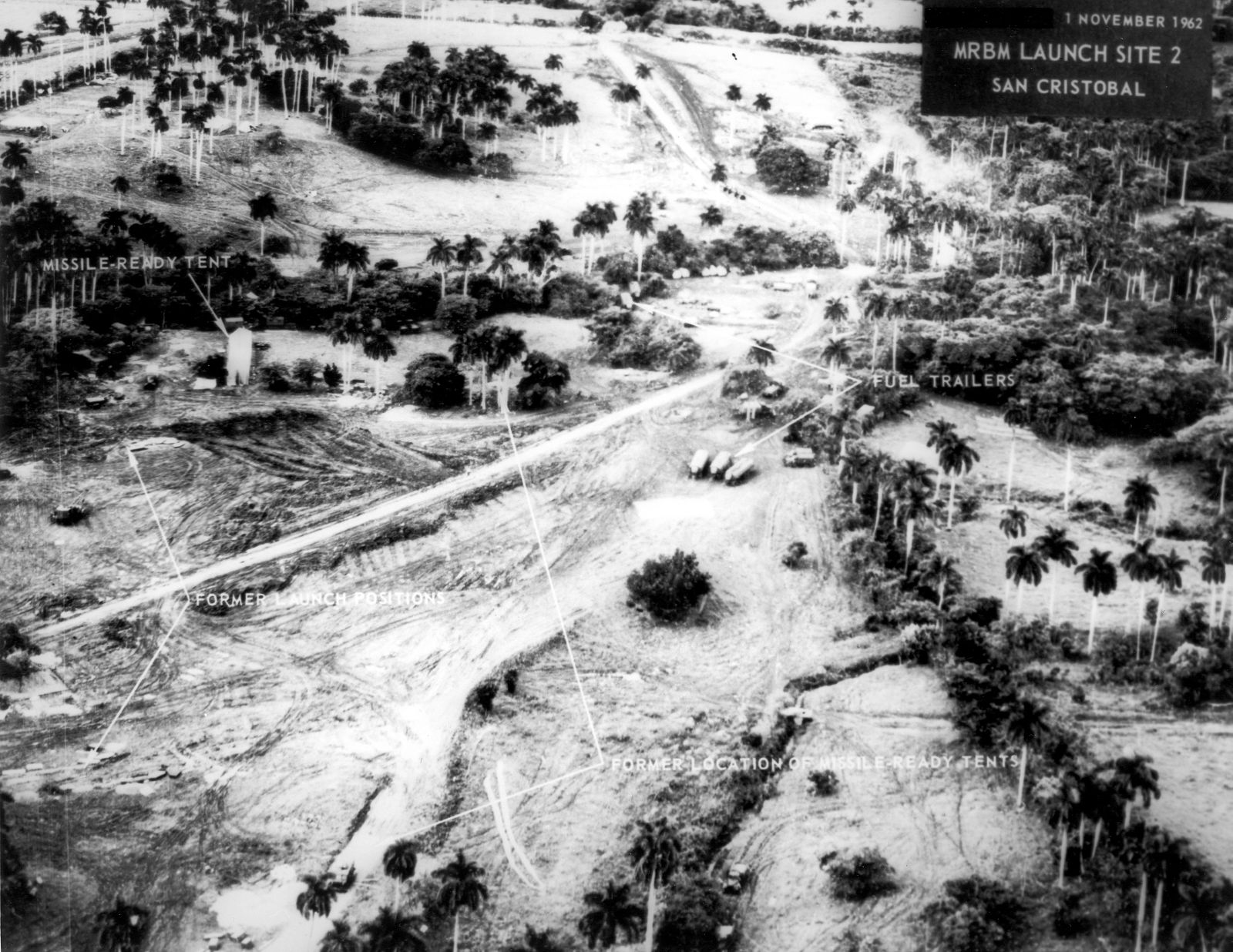
Lugar de instalación de los misiles, noviembre de 1962.

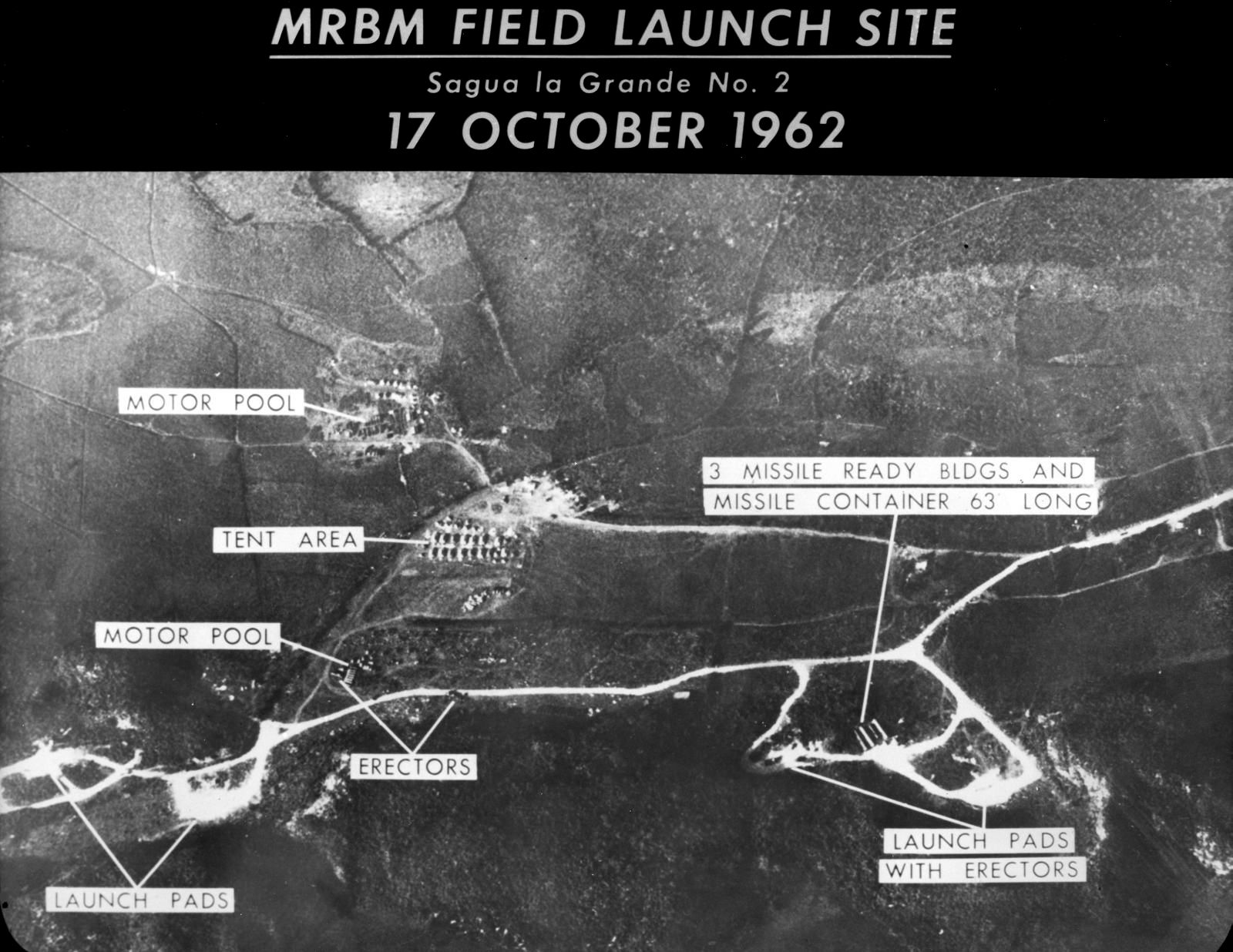
Sitio de lanzamiento de misiles MRBM N°2 en Sagua La Grande.

A las 9 de la mañana del 16 de octubre de 1962, cuando el presidente Kennedy se disponía a desayunar en su dormitorio, McGeorge Bundy le comunicó una información del más alto secreto, deducida por quince especialistas que a lo largo de todo el día anterior habían analizado unas fotografías aéreas tomadas sobre Cuba. Según la información, había indicios suficientes para creer que en Cuba se había instalado una base de misiles soviéticos de medio alcance.
Sólo dos días antes, el 14 de octubre, mientras un avión U-2 fotografiaba misiles móviles, pistas de lanzamiento, cohetes de alcance medio, búnkeres, radares, y un silo recién construido en la parte occidental de la isla, McGeorge Bundy había aparecido en el programa Issues and Answers de la ABC negando la presencia de armas ofensivas en Cuba. Pero hacía tiempo que se sospechaba de la existencia de los proyectiles. En septiembre, el presidente había pedido al Congreso poderes especiales para movilizar a 150,000 reservistas, y había ordenado la reanudación de los vuelos de espionaje sobre Cuba.
Desde principios de verano, el ejército realizaba maniobras militares en el Caribe mientras buques soviéticos descargaban grandes cantidades de armas y munición en Cuba. Algunos Senadores asegruaban tener filtraciones de los servicios de inteligencia, y el exilio anticastrista de Miami divulgaba que la URSS había convertido Cuba en un arsenal de armas nucleares dirigidas hacia Estados Unidos, con el fin de que la casa Blanca se decidiera a lanzar una invasión a gran escala contra Cuba.
En los trece días de crisis que seguirían, el presidente Kennedy ordenó a Bundy la creación del Comité Ejecutivo del Consejo de Seguridad Nacional, conocido como ExCom. Integraban el Comité, además del propio Bundy: el presidente Kennedy; el vicepresidente Johnson; el fiscal general Robert Kennedy; el director de la CIA John McCone; el secretario de Defensa Robert McNamara; el general Maxwell Taylor, jefe del Estado Mayor Conjunto; el secretario de Estado Dean Rusk; el embajador ante la ONU Adlai Stevenson; el Secretario del Tesoro Douglas Dillon; y algunos de los asesores más cercanos al presidente.
Cuando todo el Comité tenía alguna idea conjunta que presentar al Presidente, Bundy ejercía de portavoz. Su experiencia de trabajo en organismos colegiados sirvió para asegurar el éxito en el proceder de los debates del ExCom. Pero a la hora de ofrecer asesoría individualizada al Presidente, mostró una aparente inconsistencia en sus posiciones que terminó frustrando a Kennedy. Desvió temas, y cambió constantemente de opinión sobre las acciones a tomar, entre las que se incluían un ataque aéreo o un periodo de cuarentena.
El 27 de octubre, Bundy apoyó la idea de Bobby Kennedy de aceptar sólo el primer mensaje confidencial de Kruschev, en la que el líder soviético se mostraba dispuesto a desmantelar los misiles a cambio de una promesa formal de no invadir Cuba. Y presionó al Presidente para que no aceptara la retirada de los cohetes nucleares Jupiter instalados en Turquía, si se contemplaba el hecho como parte de un trueque. Aunque les convenía sustituir los viejos Jupiter por los nuevos sistemas de los submarinos Polaris, Bundy señaló que los soviéticos eran los que debían volver primero al statu quo anterior, y advirtió que Estados Unidos no podía dar la impresión de estar utilizando la seguridad de los aliados de la OTAN como moneda de cambio.

## Guerra de Vietnam
Tras el asesinato de John F. Kennedy, Bundy se mantuvo a las órdenes del nuevo Presidente Lyndon Johnson.Era un fuerte partidario de una mayor implicación de EE. UU. en la Guerra de Vietnam, mediante el envío de cada vez más efectivos y recursos, convirtiéndose en uno de los arquitectos de la escalada en la guerra. Propuso al Presidente la doctrina clásica de la guerra convencional, defendiendo que la victoria dependía de una combinación de control territorial y desgaste del adversario. No previó la guerra de guerrillas.
Desde 1964 presidió el Comité 303, responsable para coordinar las operaciones encubiertas para el Gobierno de los Estados Unidos. Lo que es profundamente curioso ya que este comité debía fiscalizar las operaciones encubiertas y Bundy era partidario de flexibilizarlas. Fue una de las cosas que cambiaron después del asesinato de Kennedy.

Tras un viaje a Vietnam del Sur en febrero de 1965, Bundy escribió un memorándum para el Presidente Johnson, en el que trazaba la estrategia de las "represalias sostenidas" contra Vietnam del Norte si no detenían su guerra de guerrillas contra las fuerzas survietnamitas. Con el acuerdo del Secretario de Defensa Robert McNamara, Bundy aconsejó al Presidente una mayor utilización del ejército estadounidense, y la expansión de los ataques aéreos contra el Norte, que supondría un punto de inflexión en el compromiso de EE. UU. en la guerra.
Después abogó sin éxito por un cambio de estrategia, y dimitió en 1966.

## Últimos años
Fue presidente de la Fundación Ford  (1966-1979) ligada a la CIA, y profesor de Historia en la Universidad de Nueva York (1979-1989). Entre 1990 y 1996 trabajó para la Carnegie Corporation de Nueva York.
Murió de un ataque cardiaco el 16 de septiembre de 1996. Tenía 77 años.

## Legado
En el libro de Gordon Goldstein de 2008 Lessons in Disaster: McGeorge Bundy and the Path to War in Vietnam fue reportado a finales de septiembre de 2009, como el libro más leído entre los asesores de guerra del Presidente Barack Obama' para contemplar cursos alternativos en Afganistán. Richard C. Holbrooke,quien revisó el libro a finales de 2008, es ahora miembro del equipo de asesores presidencials

### Bundy en una película
En la película de 2000 Thirteen Days, McGeorge Bundy stá representado por Frank Wood.